# Операція «Гарекате Йоло»
Операція «Гарекате Йоло» (англ. Operation Harekate Yolo, з перської означає «виправлення фронту») — військова операція НАТО, яка тривала протягом жовтня-листопада 2007 року. Її мета полягала в тому, щоб очистити північно-західні райони Афганістану від присутності сил Талібану.
Однією з причин «Harekate Yolo II» було те, що бойовики захопили під свій контроль всю провінцію Бадгіс. Вони нападали на поліцейські дільниці. Повстанці заблокували кільцеву автомобільну дорогу, яка з'єднує майже всі основні афганські міста.
Операція розпочалася з наступу 160 німецьких десантників і 400 афганців в провінції Бадахшан для виявлення і знищення укриття Талібану. Друга фаза операції розпочалася в листопаді 2007 року, коли контингент з 900 афганців, 260 норвежців і 300 німців зробили наступ в районі селища Ghowrmach, провінція Бадгіс. Норвежці задіяли батальйон «Skjold» і «Kystjegerkommandoen».
За даними повітряної розвідки їм протистояли 300 бойовиків Талібану.
З 1 до 6 листопада між військами йшли бої, що закінчилися звільненням регіону від присутності сил Талібану. За даними Міністерства оборони Норвегії було вбито 45-80 повстанців, за даними Міноборони Німеччини загинуло 15 повстанців. Війська союзників втрат не зазнали, втрати Афганської національної армії не повідомляються. Бійці «Kystjegerkommandoen» удостоїлися високої американської нагороди.
Після операції прихильники Талібану влаштували мінну засідку на норвезьких солдат. 8 листопада в Меймене на міні підірвався норвезький джип. Загинув рядовий Кристоффер Серлі Йоргенсен (Kristoffer Sørli Jørgensen).